# Stefan Prein
Stefan Prein (* 27. Oktober 1965 in Wuppertal) ist ein ehemaliger deutscher Motorradrennfahrer.
Prein war 1985 auf Casal Deutscher Straßenmeister in der 80-cm³-Klasse. 1989 gewann er auf Honda den Titel in der Achtelliterklasse der Deutschen Meisterschaft.
Zwischen 1988 und 1995 startete Prein in der Motorrad-Weltmeisterschaft. Sein erfolgreichstes Jahr hatte er 1990, als er in der 125-cm³-Klasse auf Honda hinter dem Italiener Loris Capirossi und dem Niederländer Hans Spaan den dritten Platz im Gesamtklassement belegte. In diesem Jahr konnte er beim Großen Preis von Jugoslawien in Rijeka auch den einzigen Grand-Prix-Sieg seiner Karriere feiern.